# Rheinmetall MAN Military Vehicles
Die Rheinmetall MAN Military Vehicles GmbH (oder kurz RMMV) ist ein Joint-Venture zur Herstellung von militärischen Radfahrzeugen der beiden deutschen Unternehmen Rheinmetall und MAN Truck & Bus, das die militärischen Radfahrzeugaktivitäten der Rheinmetall Landsysteme und die Verteidigungsaktivitäten von MAN Nutzfahrzeuge vereint.

## Unternehmen
Das Unternehmen ist ein Joint Venture aus Rheinmetall AG (51 Prozent) und MAN Truck & Bus AG (49 Prozent) mit Sitz in München und beschäftigt an den Standorten Amsterdam, Ede, Kassel, München und Wien rund 1800 Arbeitnehmer (Stand 2017).

## Geschichte
Das Joint Venture zur Herstellung von militärischen Radfahrzeugen der beiden Unternehmen Rheinmetall und MAN Truck & Bus, das die militärischen Radfahrzeugaktivitäten der Rheinmetall Landsysteme und die Verteidigungsaktivitäten von MAN Nutzfahrzeuge vereint, erhielt die Freigabe durch das Bundeskartellamt im Februar 2010. Der erste Fusionsschritt erfolgte im Mai 2010 und bezog sich auf die Bereiche Entwicklung und Vertrieb. Im Januar 2012 wurden auch die Radfahrzeug-Produktion in Kassel (bisher Rheinmetall Landsysteme) sowie das Lkw-Werk Wien (bisher MAN Nutzfahrzeuge Österreich) in das Gemeinschaftsunternehmen RMMV überführt.
Im Juni 2019 löste Rheinmetall seine Aktivitäten im Bereich taktischer Fahrzeuge aus dem Joint-Venture heraus. Der Bereich Radpanzer wurde damit komplett von Rheinmetall übernommen, bei Militär-LKW hingegen wird weiter mit MAN kooperiert. Im Bereich der logistischen Fahrzeuge – also der Militär-Lkw – führen Rheinmetall und MAN die Zusammenarbeit unverändert fort. Die Rheinmetall hält weiterhin 51 Prozent der Gesellschaftsanteile am gemeinsamen Joint Venture, MAN 49 Prozent. Das Joint Venture hatte zuletzt Lkw-Großaufträge in Australien und bei der Bundeswehr gewonnen.

## Produktpalette
Die Produktpalette der Rheinmetall MAN Military Vehicles GmbH umfasst Nutzfahrzeuge mittlerer Mobilität (TG mil. Baureihe) und hoher bis höchster Mobilität (HX-Baureihe). Die Fahrzeuge der HX-Baureihe werden alternativ mit ungeschützten, geschützten oder modular gepanzerten Fahrerhäusern angeboten.

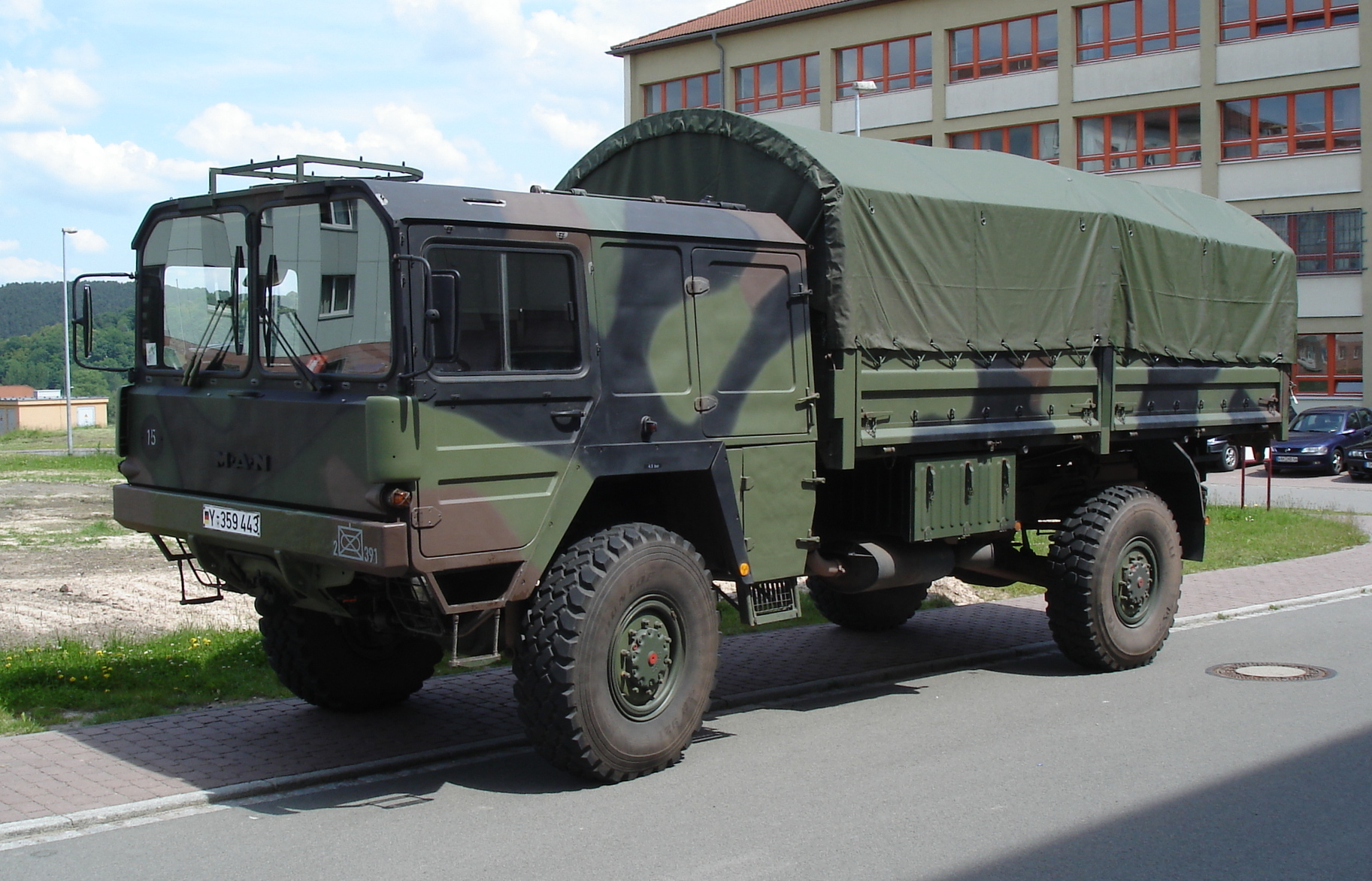
MAN gl-Serie Entwicklung für die Bundeswehr. In der 3. Generation als HX/SX für den internationalen Markt angepasst.
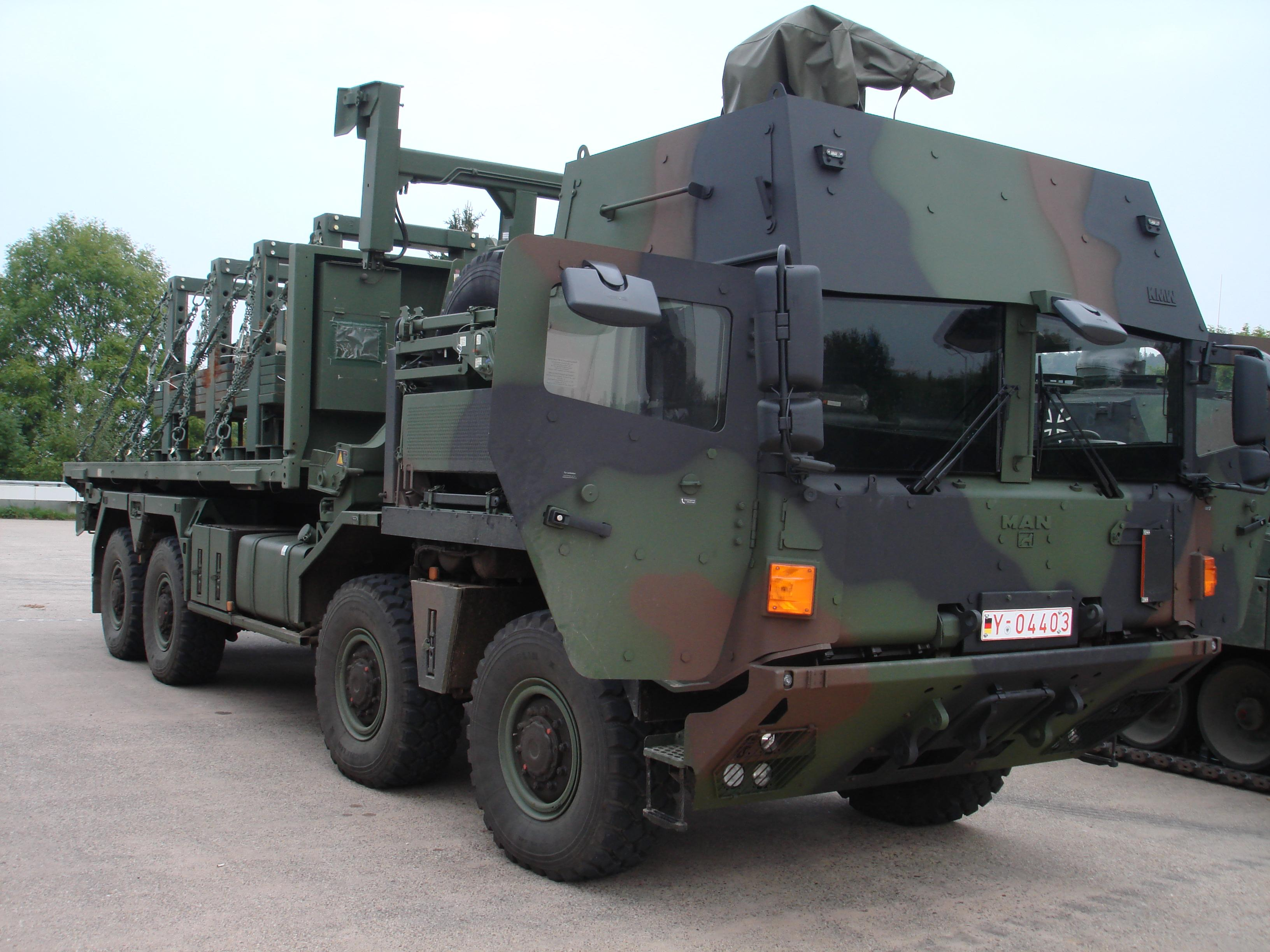
MAN HX/SX-Serie Weiterentwicklung des MAN gl mit TGA-Technik. Das Bild zeigt einen SX mit integrierter Fahrzeugschutzausstattung (IAC: Integrated Armour Cabin) von KMW.
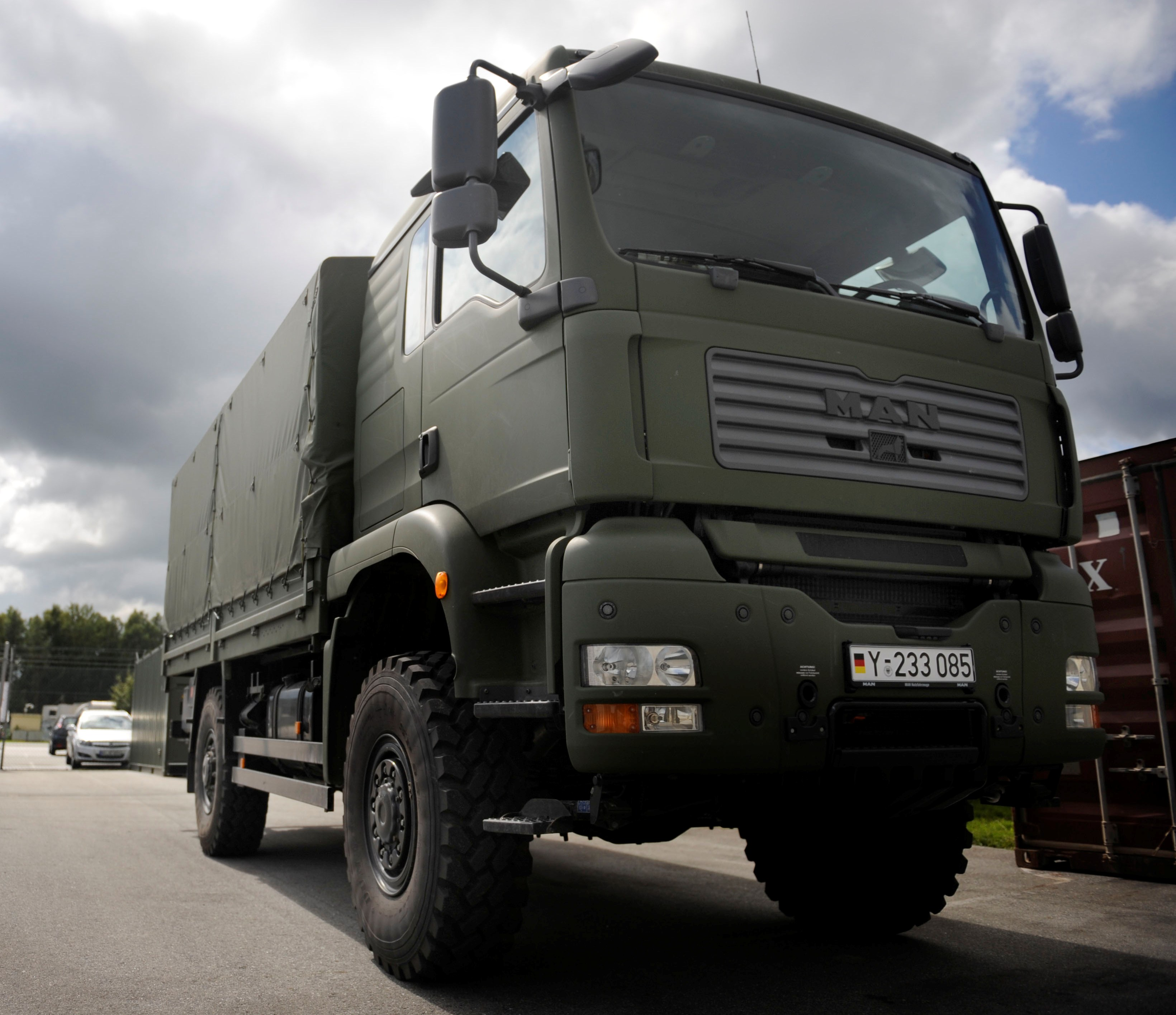
MAN TGA-Serie Medium Mobility Truck
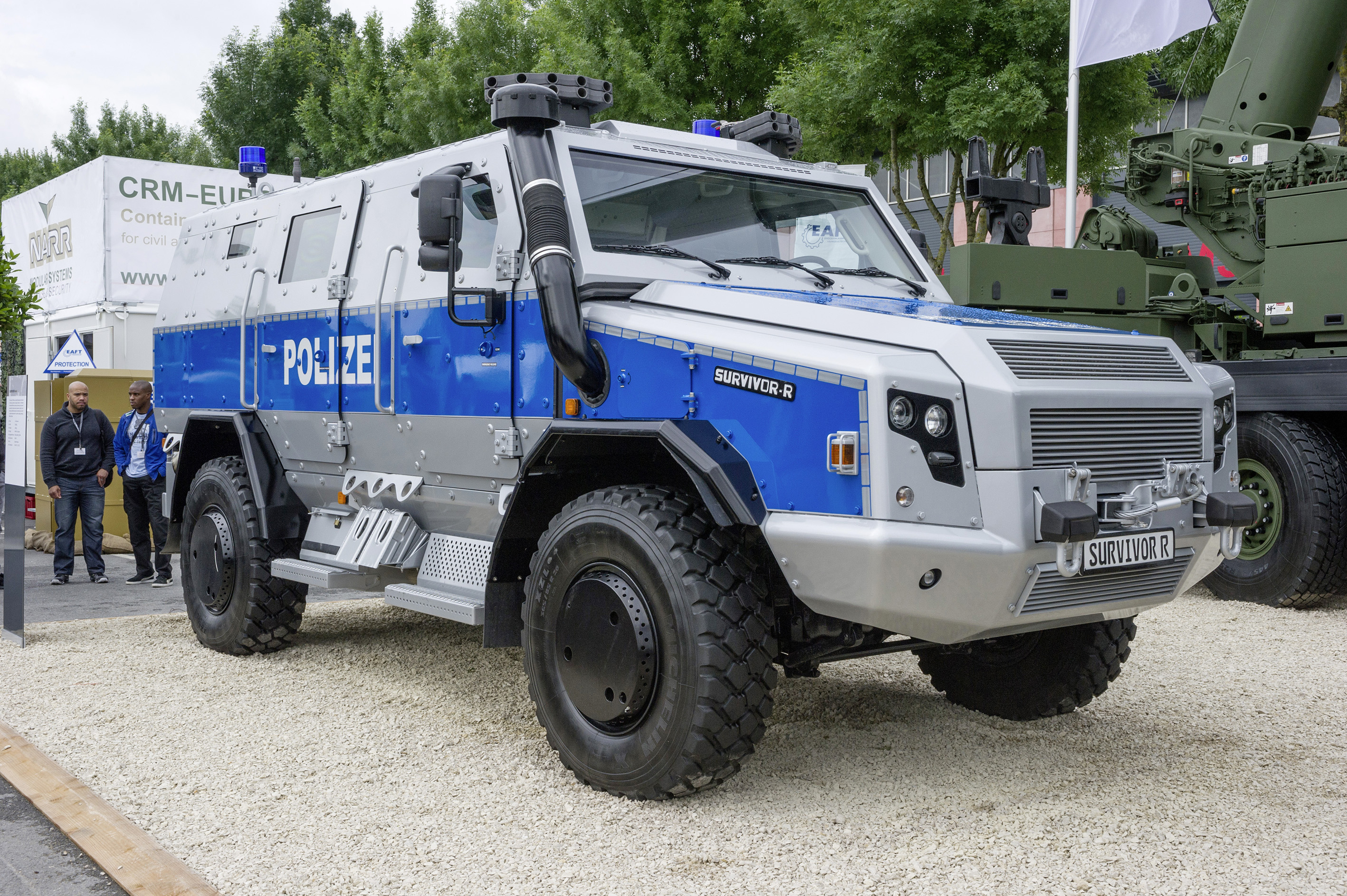
Survivor R